# Wolfgang Thiel
Wolfgang Thiel (Zweibrücken, 1951) is een Duitse beeldhouwer.

## Leven en werk
Thiel volgde van 1970 tot 1976 aanvankelijk een opleiding tot decorbouwer, maar wisselde naar kunsteducatie aan de Staatliche Akademie der Bildenden Künste Stuttgart. In 1976 startte hij een atelier in Stuttgart-Münster met de kunstenaar Achim Bauer. Hij had zijn eerste solo-expositie in 1977 in Galerie Dornier in Friedrichshafen. Thiel was van 1986 tot 1991 docent aan de academie in Stuttgart. In 1990 ontving hij de Kunstpreis der Stadt Stuttgart. Hij nam onder andere deel aan beeldhouwersymposia in Bad Waldsee (1990) en Schorndorf (2001 en 2007).
De kunstenaar woont en werkt in Stuttgart en heeft een atelier in een voormalige molenstenenfabriek in Plochingen.

## Werken (selectie)
- Freiplastik Technik und Mensch (1984), Hochschule Ravensburg-Weingarten in Weingarten (Württemberg)
- Plastik (1984), Landesbausparkasse in Karlruhe
- Freiplastik (1985), Mensa Universität Stuttgart in Stuttgart-Vaihingen
- Ontwerp piazzetta (1986), Pforzheim
- Großkeramiken (1987), Albplatz in Stuttgart-Degerloch
- Freiplastik (1991), Stuttgart-Botnang
- Großes Schulterstück (1993), Donauufer in Ulm
- Hangende Plastik (1994), Kreissparkasse in Göppingen
- Figurative Wegzeichen (1994), Plochingen
- Holzarbeit (1997), Städtisches Krankenhaus in Reutlingen
- Wasserplastik (1998), voormalig "Heilig-Geist-Spital" in Biberach an der Riß
- Raumzeichnung (1998), Vence (Alpes-Maritimes)
- Platzplastik (1999), Heilbronn
- Lebenszyklus (2000), Nice (Côte d'Azur)

## Fotogalerij

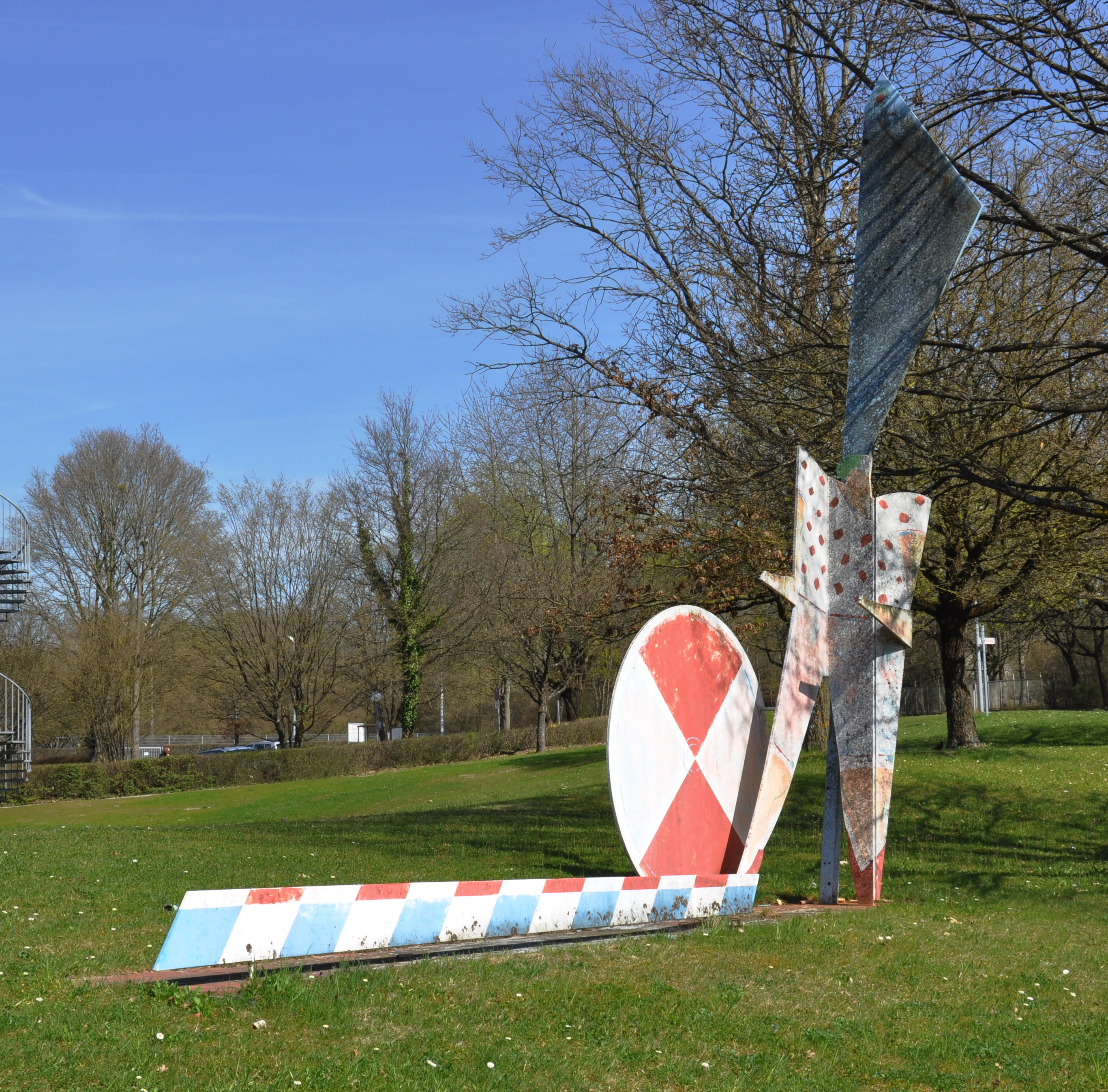
Freiplastik (1984), Weingarten
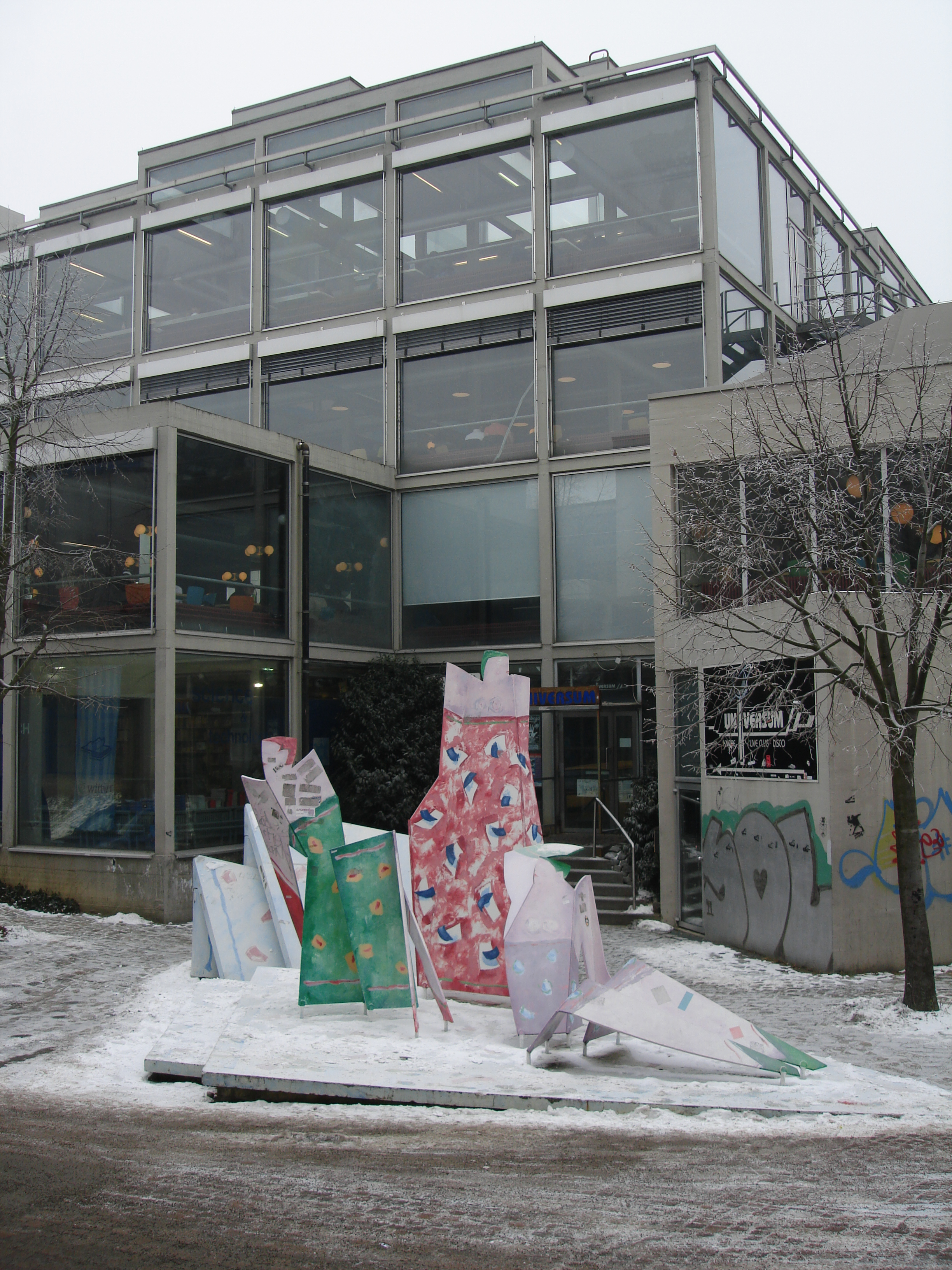
Freiplastik (1985), Stuttgart-Vaihingen
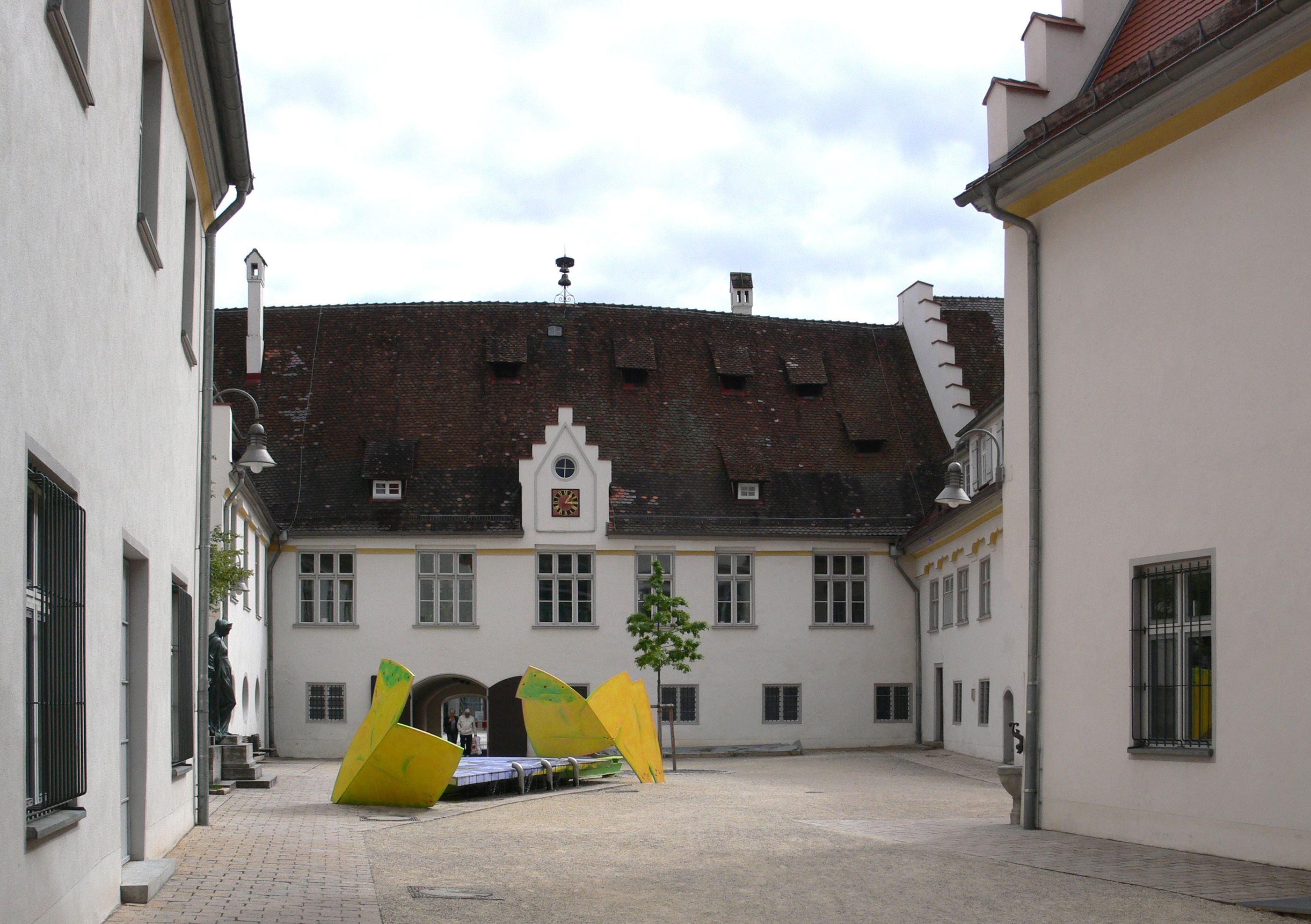
Wasserplastik (1998), Biberach an der Riß